# Centre commercial
Un centre commercial, parfois désigné, notamment au Canada francophone, par l'anglicisme centre d'achat (de l'anglais « shopping center »), est un bâtiment, ou un espace sur dalle qui comprend un ensemble de commerces de détail, souvent logés dans des galeries couvertes qui abritent les clients des intempéries.
Conçu pour rendre agréable et favoriser l'acte d’achat (climatisation, escaliers mécaniques, musique d'ambiance, stationnement gratuit, parfois des attractions, etc.), il inclut souvent des grands magasins et/ou un hypermarché, qui en sont les locomotives.
L’appellation de centre commercial est bien encadrée en France avec des critères précis. Pour qu’un espace de vente puisse avoir le nom de centre commercial, le Conseil national des centres commerciaux (CNCC) établit que cet espace doit réunir au minimum 20 boutiques sur une surface minimale de 5 000 m2. Par ailleurs, l’ensemble des points de vente regroupés sur le même espace doivent être développés, détenus et promus comme une seule et même entité. Un centre commercial est généralement couvert et s’articule bien souvent autour d’un hypermarché qui fait figure de tête de gondole. Par ailleurs, l’accueil des visiteurs peut être agrémenté d’un panel d’animations comme une musique d’ambiance, des escalators entre les étages ou encore des jeux et amusements pour les enfants. En France, le premier espace de ce type a été ouvert près de Lille en 1969.

## Historique
Les Marchés de Trajan, inaugurés en 113, sont considérés comme le plus ancien centre commercial au monde. Le souci des guildes de marchands d'offrir un environnement adéquat aux acheteurs n'est pas récent. En témoignent, dans les pays chauds, les bazars qui abritent du soleil cuisant et dont les exemples les plus prestigieux sont le grand bazar d’Istanbul (XVIe siècle) ou le grand bazar d'Ispahan (XVIIe siècle) où, dans les pays froids, les marchés couverts ou les halles.
L'urbanisation croissante et l'élévation du niveau de vie favorisent l'émergence d'un nouveau concept aux débuts du XIXe siècle : la galerie marchande, souvent un passage couvert. Le premier passage couvert de Paris, le passage du Caire date de 1798. Par suite, les grandes villes européennes créent des galeries semblables : à Londres, la Burlington Arcade date de 1819, la galerie Vivienne, à Paris de 1823, le Passage Lemonnier à Liège, premier passage couvert de Belgique, est inauguré en 1838, les galeries royales Saint-Hubert à Bruxelles ouvrent en 1847, le Passage de Saint-Pétersbourg est inauguré en 1848, la galerie Victor-Emmanuel II à Milan construite entre 1867 et 1878, marque l'apogée de ce concept. La Cleveland Arcade (en) aux États-Unis ouvre ses portes en 1890, et offre, sur 300 mètres de long et cinq niveaux, une architecture de verre et de fonte typique du XIXe siècle. Le Goum de Moscou est, au moment de son achèvement, en 1893, le plus grand du genre.

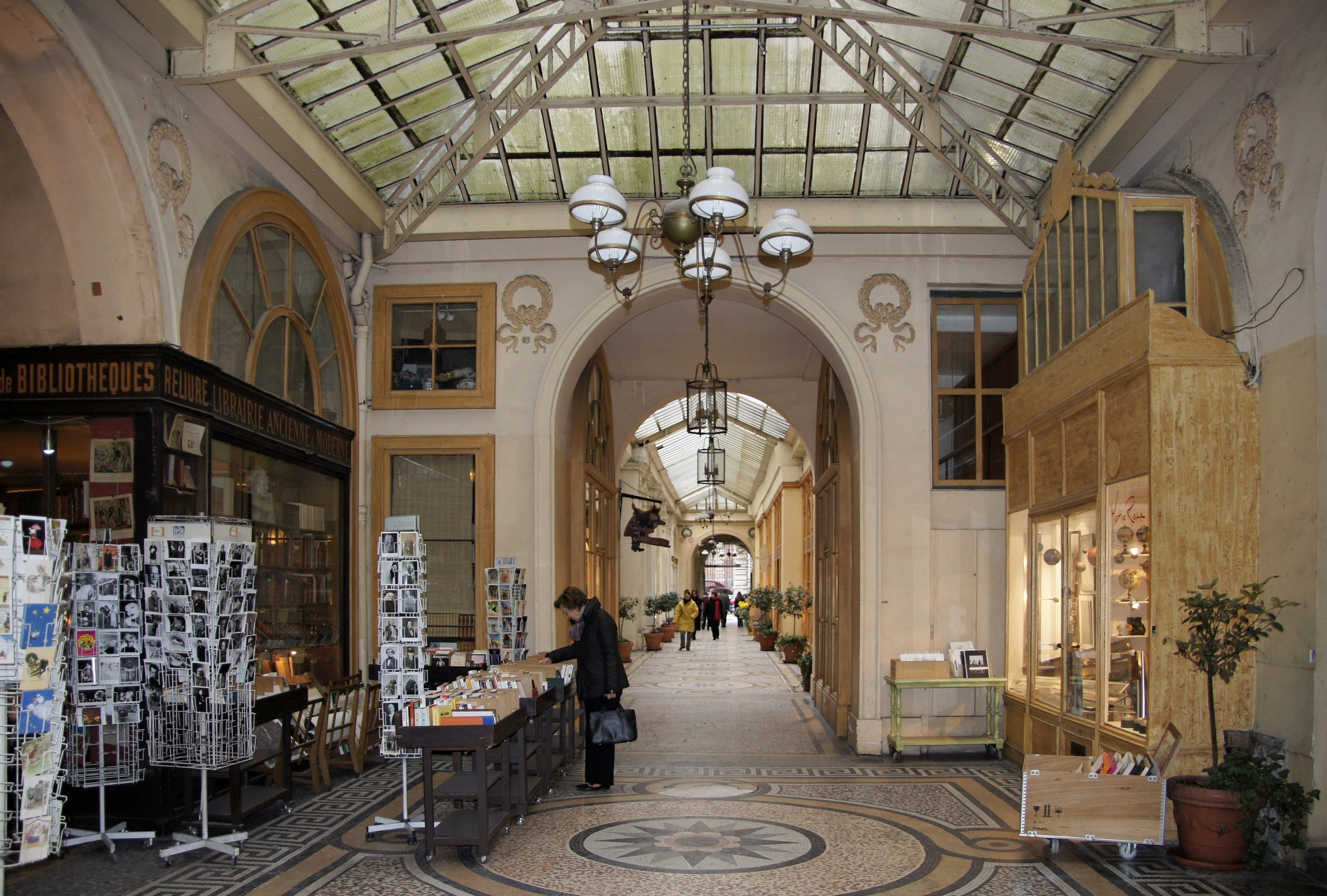
La galerie Vivienne, Paris (1823).
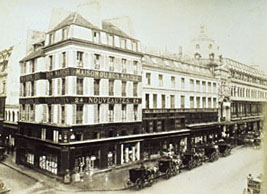
Le Bon Marché, Paris (1838).
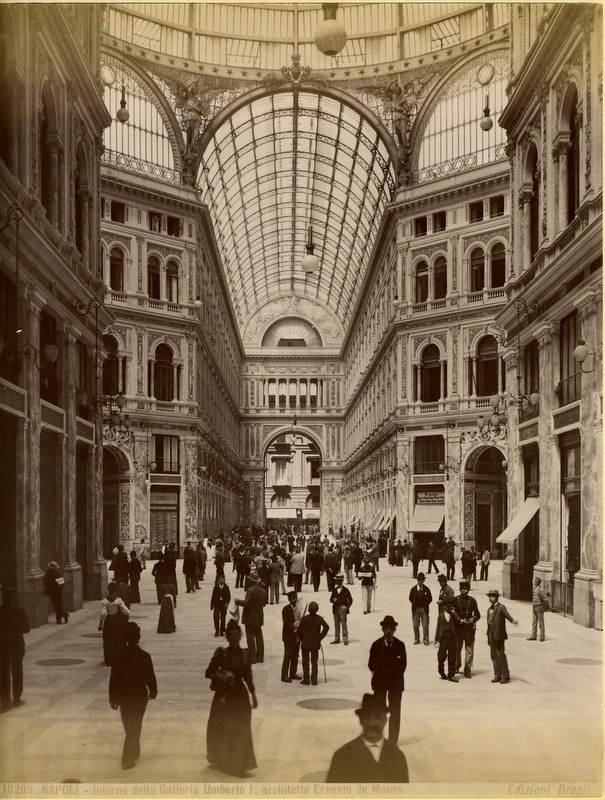
Galerie Humbert-Ier, Naples (1887-1890).
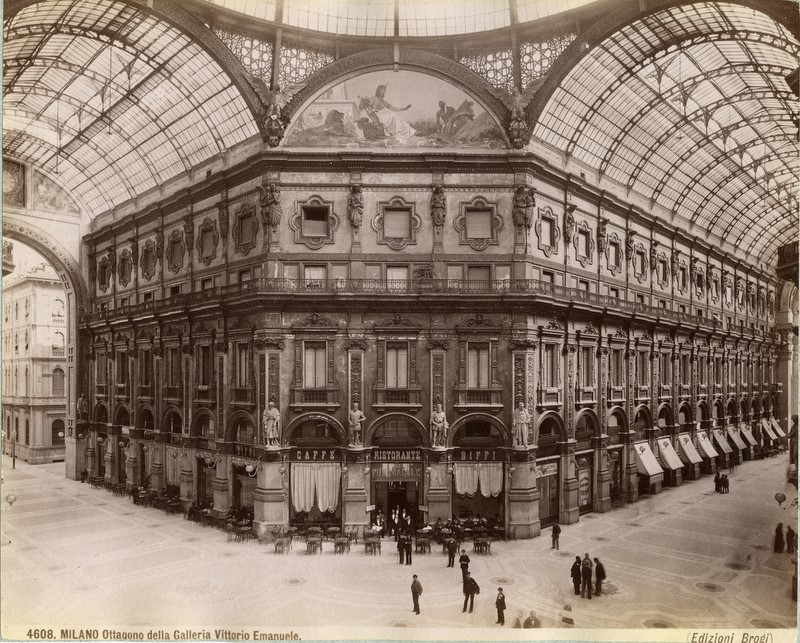
Galerie Victor-Emmanuel II, Milan (1865).
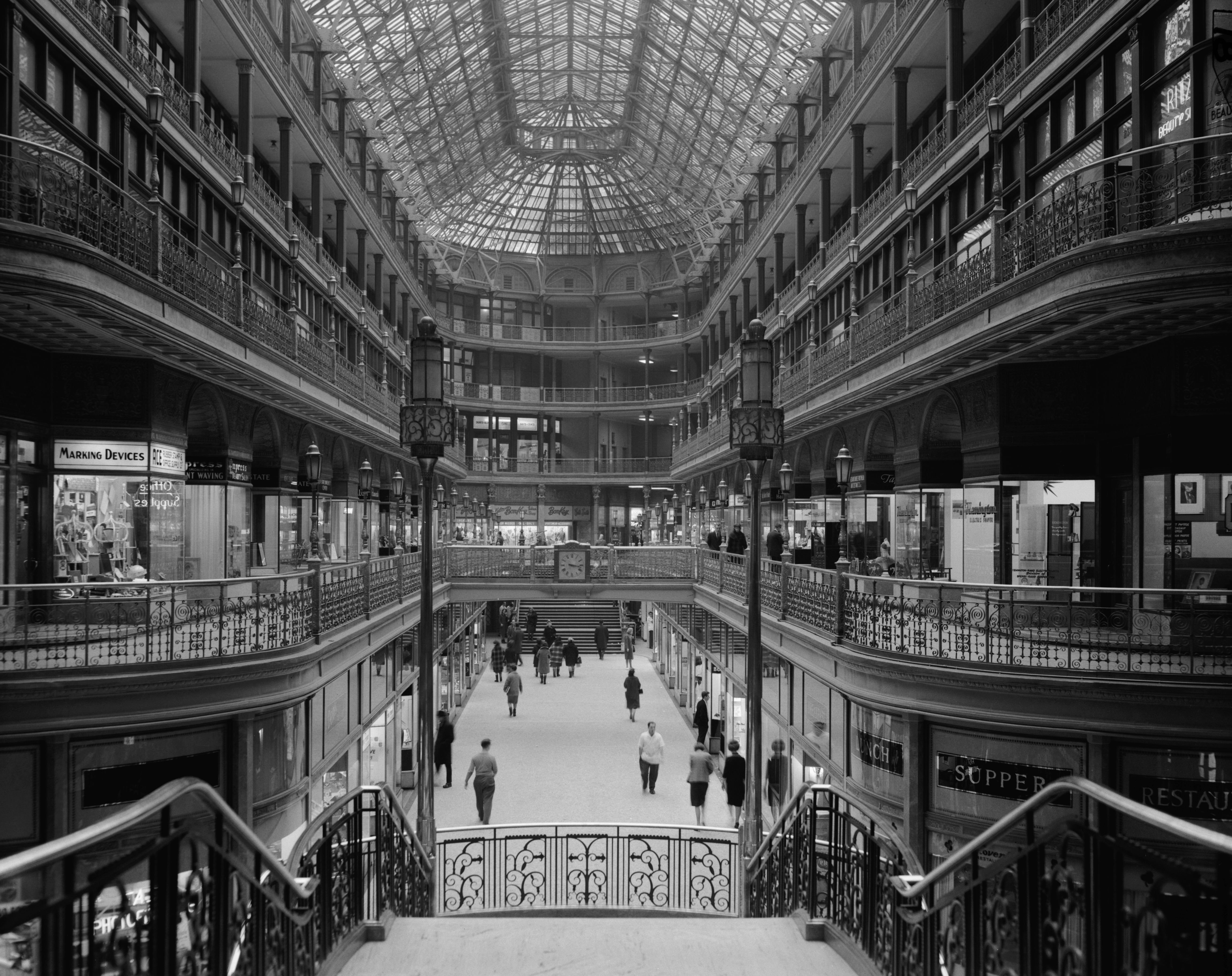
La Cleveland Arcade (1890).
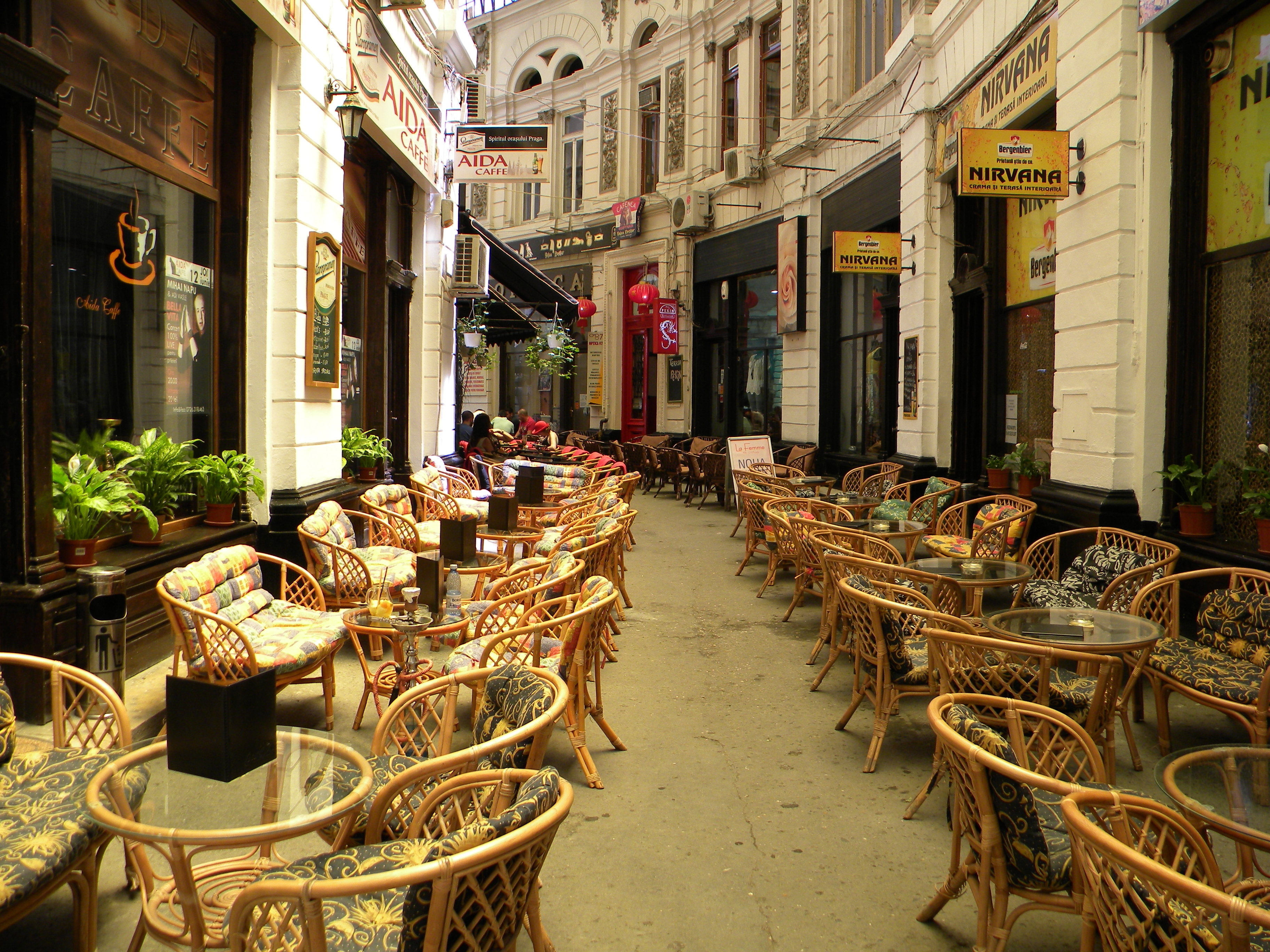
Galerie Macca-Villacrosse, Bucarest (1891).
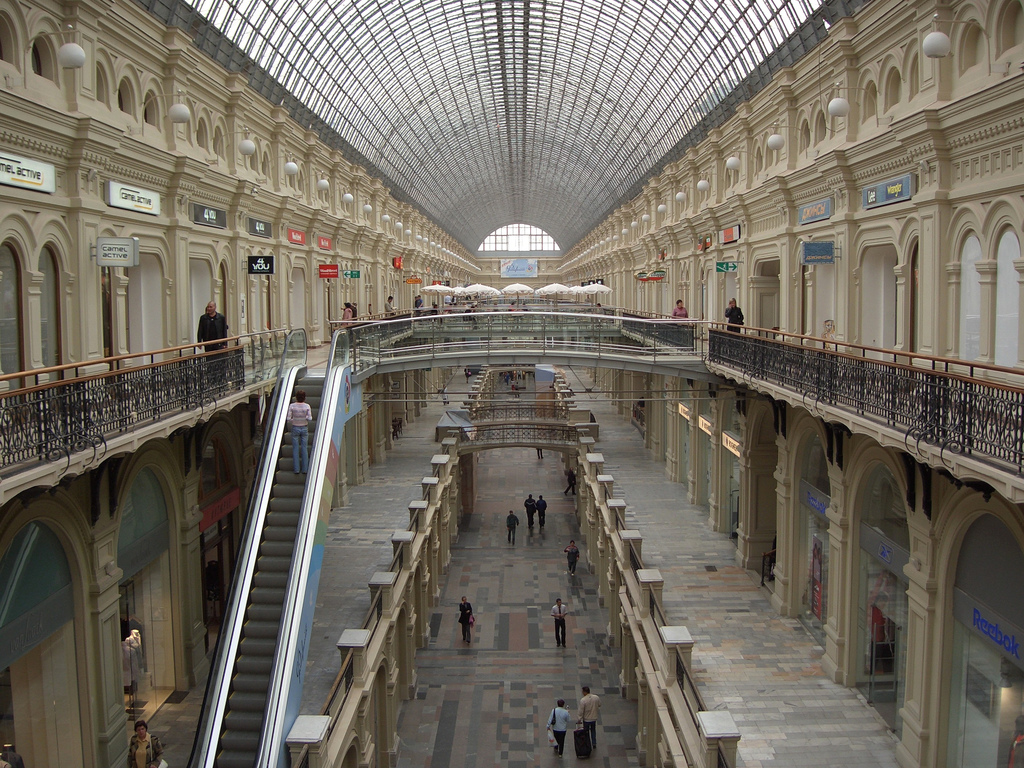
Goum, Moscou (1893).
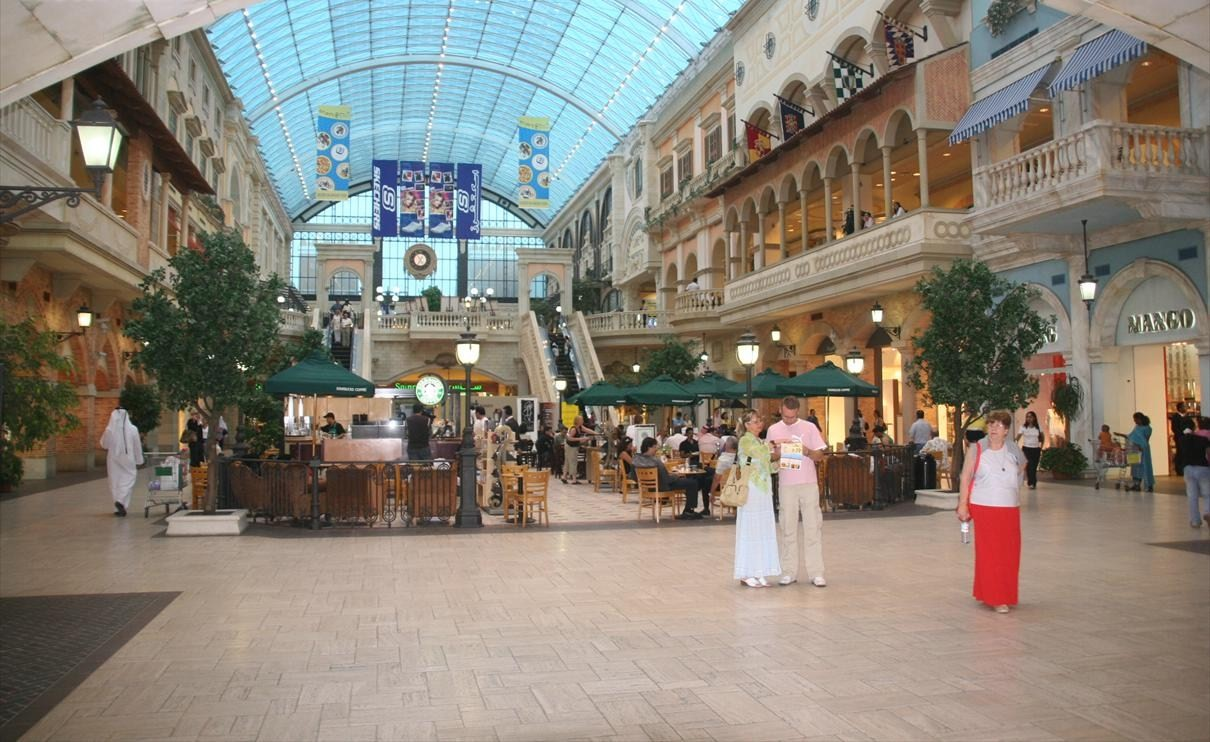
Le Mercato shopping mall de Dubai (2002).

## Centre commercial moderne

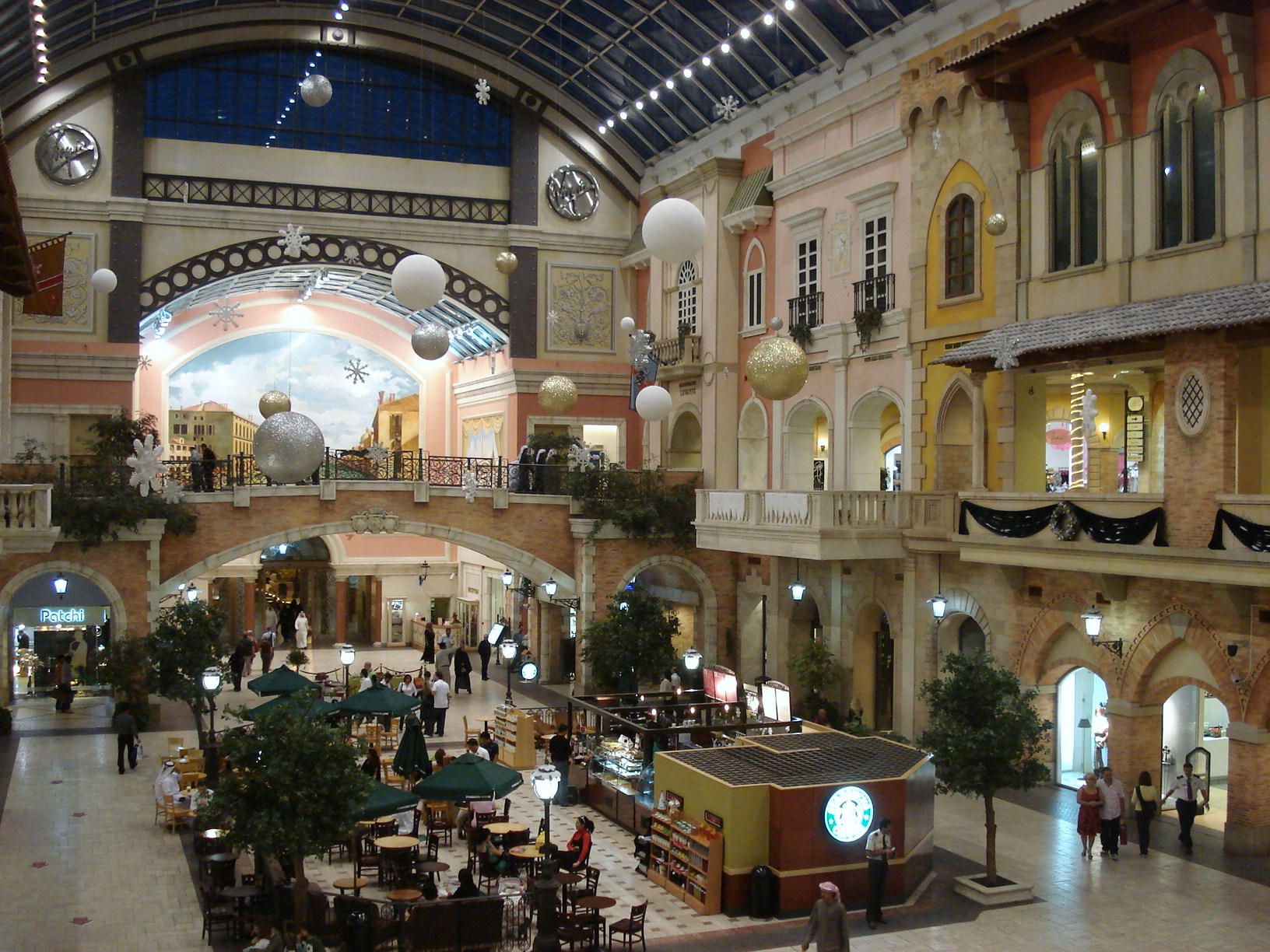
Le Mercato de Dubaï tente de recréer l'impression des rues commerçantes d'une ville italienne de la Renaissance.

Au XXe siècle, les modes de vie et les modes d'achat continuent d'évoluer. Le centre commercial est la nouvelle réponse mercantile adaptée aux nouveaux besoins des consommateurs : l'automobile - de plus en plus utilisée par des acheteurs - permet de bénéficier d'une zone de chalandise élargie. Mais pour ce faire, la commodité du stationnement pour charger les courses dans le coffre et la facilité d'accès depuis la banlieue où les citadins habitent de plus en plus deviennent les nouveaux facteurs-clés de succès.
L'innovation commerciale passe alors de la vieille Europe aux États-Unis. Les premiers centres commerciaux « modernes », conçus pour répondre aux besoins des consommateurs se déplaçant en voiture, sont le Lake View Store dans la banlieue de Duluth, construit en 1915 et inauguré le 20 juillet 1916, le Market Square (en) de Lake Forest (Illinois) (1916) et le Country Club Plaza (en) de Kansas City (Missouri) ouvert en 1924.
L'évolution permanente du mode de consommation ainsi que la démocratisation de la voiture influa fortement le développement des centres commerciaux dans les périphéries afin de bénéficier de plus grand espace pour développer les commerces ainsi que les parkings. L'engouement pour les commerces de périphérie est tel que la compétition ne met pas longtemps à apparaître. Ce rassemblement de centres et des galeries commerciales dans la périphérie forme ce qui sera par la suite appelée une zone commerciale.

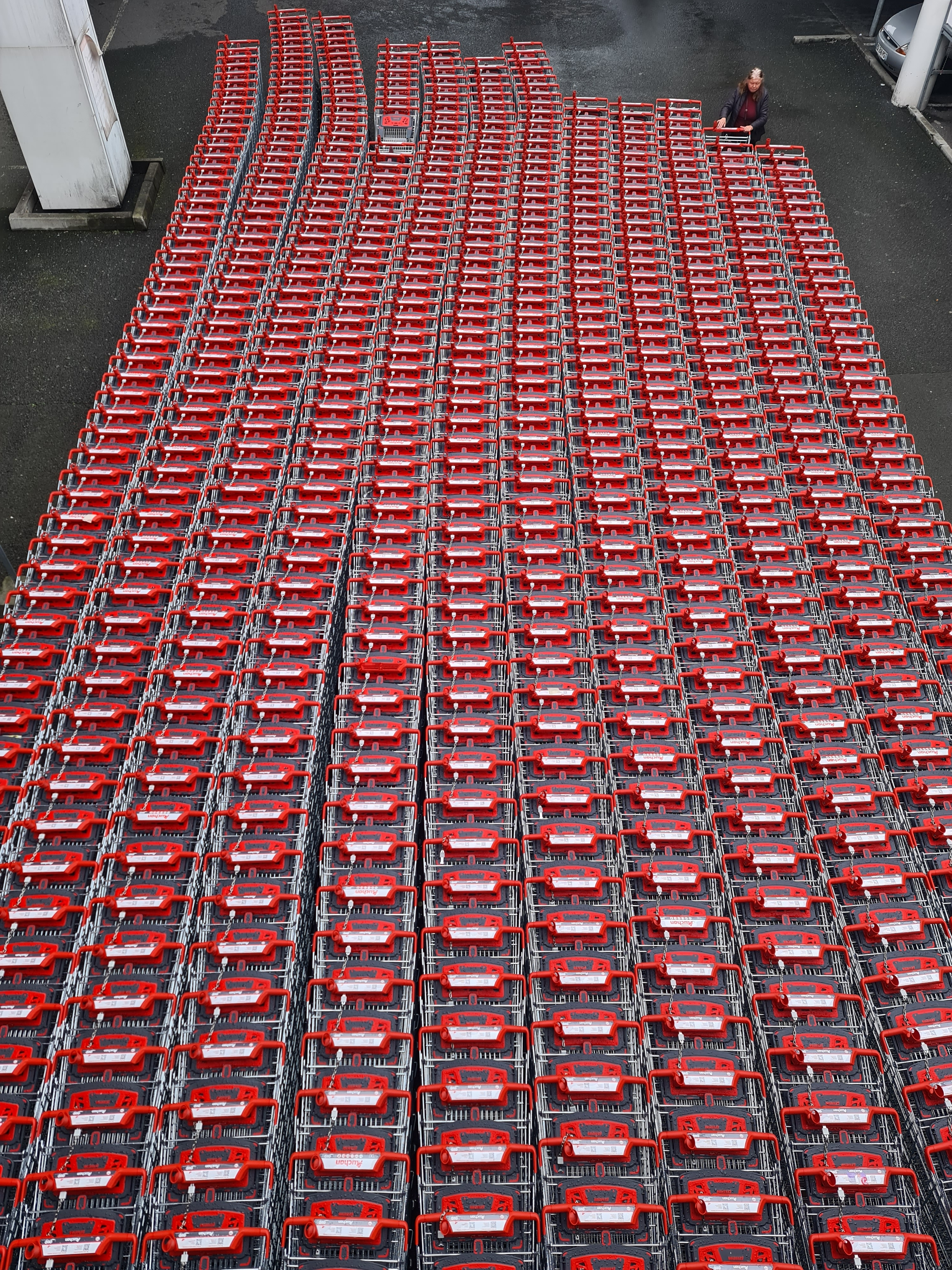
Rangées de chariots sur le parking du Centre commercial Bordeaux Lac (2023).

Une zone commerciale ou un domaine commercial est un ensemble de surfaces commerciales réparties sur une zone réservée aux activités commerciales et aux activités qui en découlent. Les zones commerciales sont le plus souvent situées en périphérie des grandes villes et bénéficient d'accès simplifié par les autoroutes ou les routes départementales. Une zone commerciale comprend plusieurs galeries ou centres commerciaux, des activités diverses allant du cinéma au pôle restauration.
Ces centres commerciaux, pour pionniers qu'ils soient en intégrant la fonction de parking à l'architecture commerciale (ce que ne font pas les galeries marchandes traditionnelles du XIXe siècle européen), sont par ailleurs, traditionnellement conçus avec une ouverture des magasins sur la rue ou dans des galeries semi-ouvertes. Il faut attendre l'après-guerre pour que naisse le mall américain, le centre commercial moderne intégré.
En 2020, en France, on dénombre environ 830 centres commerciaux répartis sur 18 millions de m².

### Mallconsumériste

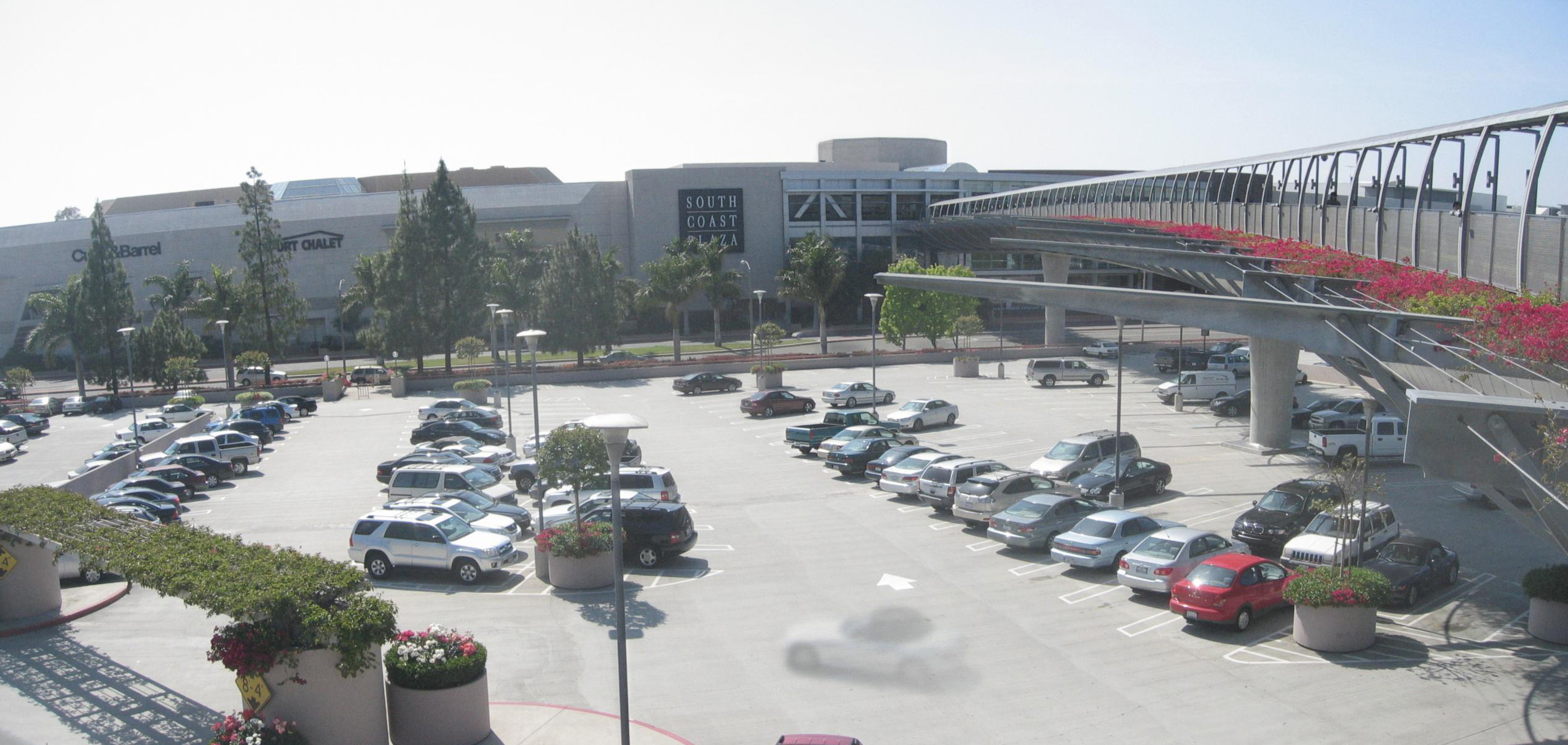
Centre commercial avec une voie d'accès directe au premier étage, distribuant ainsi le trafic automobile.

Le concept américain de mall n’apparaît que dans les années 1950. On le doit à Victor Gruen, un Juif viennois, immigré aux États-Unis dans les années 1930, fuyant l'Anschluss. Il commence sa carrière comme architecte de boutique, gagnant une renommée et une clientèle par son souci de concevoir la vitrine pour attirer le client à l'intérieur du magasin, un critique architectural de son travail se plaignait que « ses boutiques sont comme des attrape-souris ». La même chose pourra être dite de ses centres commerciaux.
Ses premières réalisations, le Northland Shopping Center dans la banlieue de Détroit, en 1954, le Gulfgate (en) dans celle de Houston sont des zones commerciales piétonnes et à l'air libre. Le premier centre commercial « enclos » et doté de toutes les facilités modernes que nous leur connaissons (climatisation, etc.) est le Southdale Center, ouvert en 1956, à Edina, une banlieue de la conurbation des villes jumelles de Minneapolis et Saint Paul (Minnesota).
La bourgeoisie blanche qui habite la banlieue des grandes villes américaines va trouver dans le centre commercial de banlieue le miroir consumériste de sa prospérité. Comme l'écrit The Economist, dans un article sur la naissance et la mort des malls, « Gruen réussit du premier coup un nombre impressionnant d'innovations. Il construit une voie d'accès tout autour du bâtiment pour permettre à la moitié des visiteurs de rentrer par le premier étage et à l'autre moitié de rentrer par le rez-de-chaussée — une idée qui deviendra un standard du centre commercial. Les balcons des galeries sont bas pour permettre de voir les boutiques au-dessus ou au-dessous de là où l'on fait son shopping. Le parking est doté d'une signalétique qui permet de mémoriser où la voiture est garée. »

### Diffusion du modèle en Europe
En Europe, les premiers centres commerciaux, apparus dans les années 1960, suivent la tendance. Ils sont généralement implantés à l'extérieur des agglomérations, et équipés de vastes parcs de stationnement pour faciliter leur accès en automobile.
En France, les centres commerciaux régionaux ont généralement plus de 40 000 m2 de surface de vente. Historiquement, le premier centre commercial de ce type est Englos-les-Géants dans la banlieue lilloise ouvert le 27 mars 1969. Puis rapidement vient le centre Cap 3000, proche de Nice, inauguré le 21 octobre 1969 ; quelques semaines plus tard, le 4 novembre 1969, est inauguré le centre commercial Parly 2, implanté au Chesnay, près de Versailles. Le quatrième centre commercial français à être inauguré est le Centre Alma, à Rennes, ouvert en avril 1971.
Par la suite, des centres commerciaux sont implantés en plein centre-ville, généralement à l'occasion d'opérations de réaménagement urbain, à l'instar du centre commercial le Forum des Halles, à Paris ou encore de Fleur d'Eau qui remplace le marché des Halles en 2005 à Angers.
Les grands hypermarchés sont généralement flanqués d'une galerie commerciale qui complète les services proposés par l'hypermarché lui-même. Le premier centre commercial à ouvrir sur ce modèle en France est Englos-les-Géants à Englos près de Lille, autour d'un hyper Auchan.

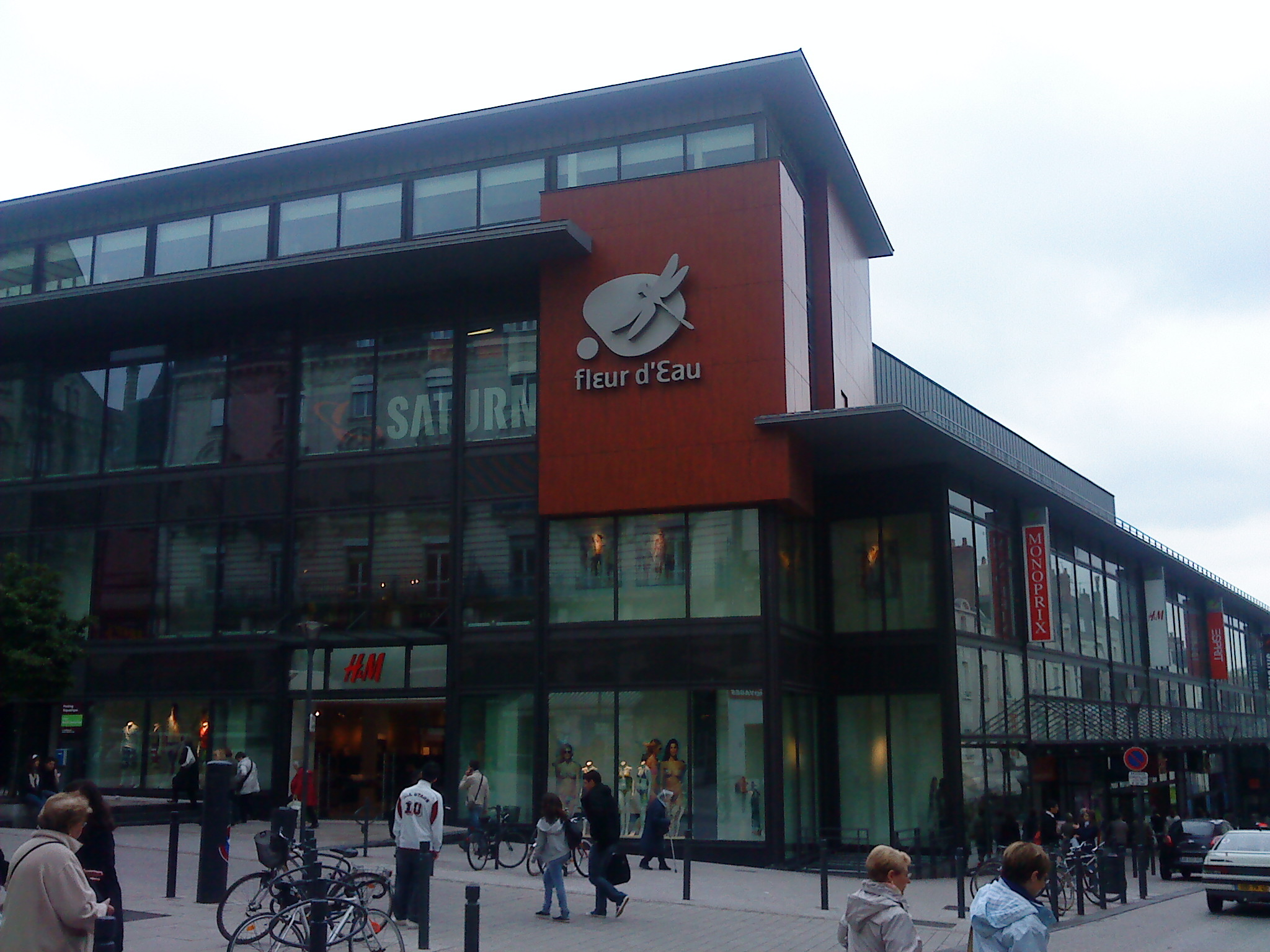
Fleur d'Eau (Angers).
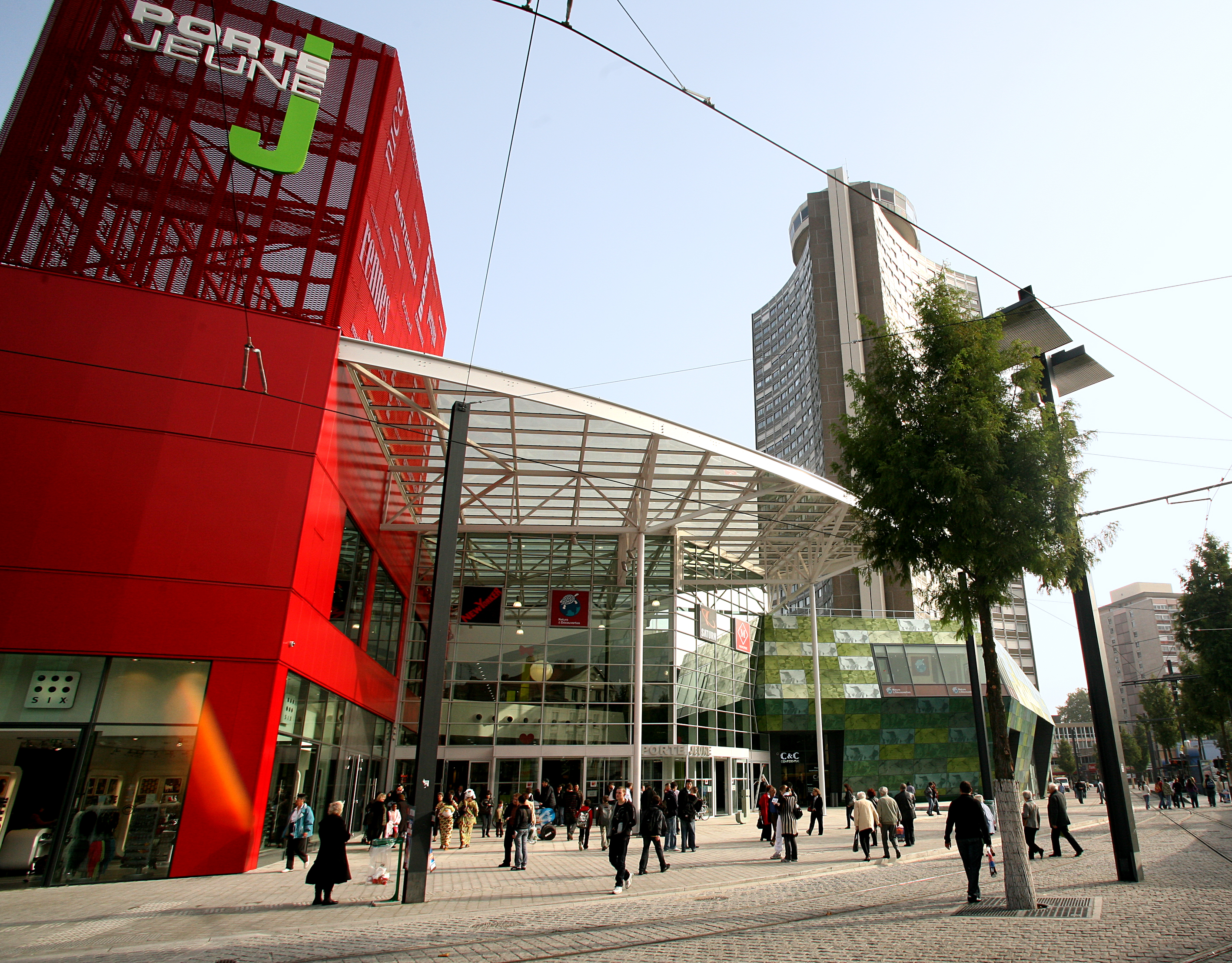
Porte Jeune (Mulhouse).
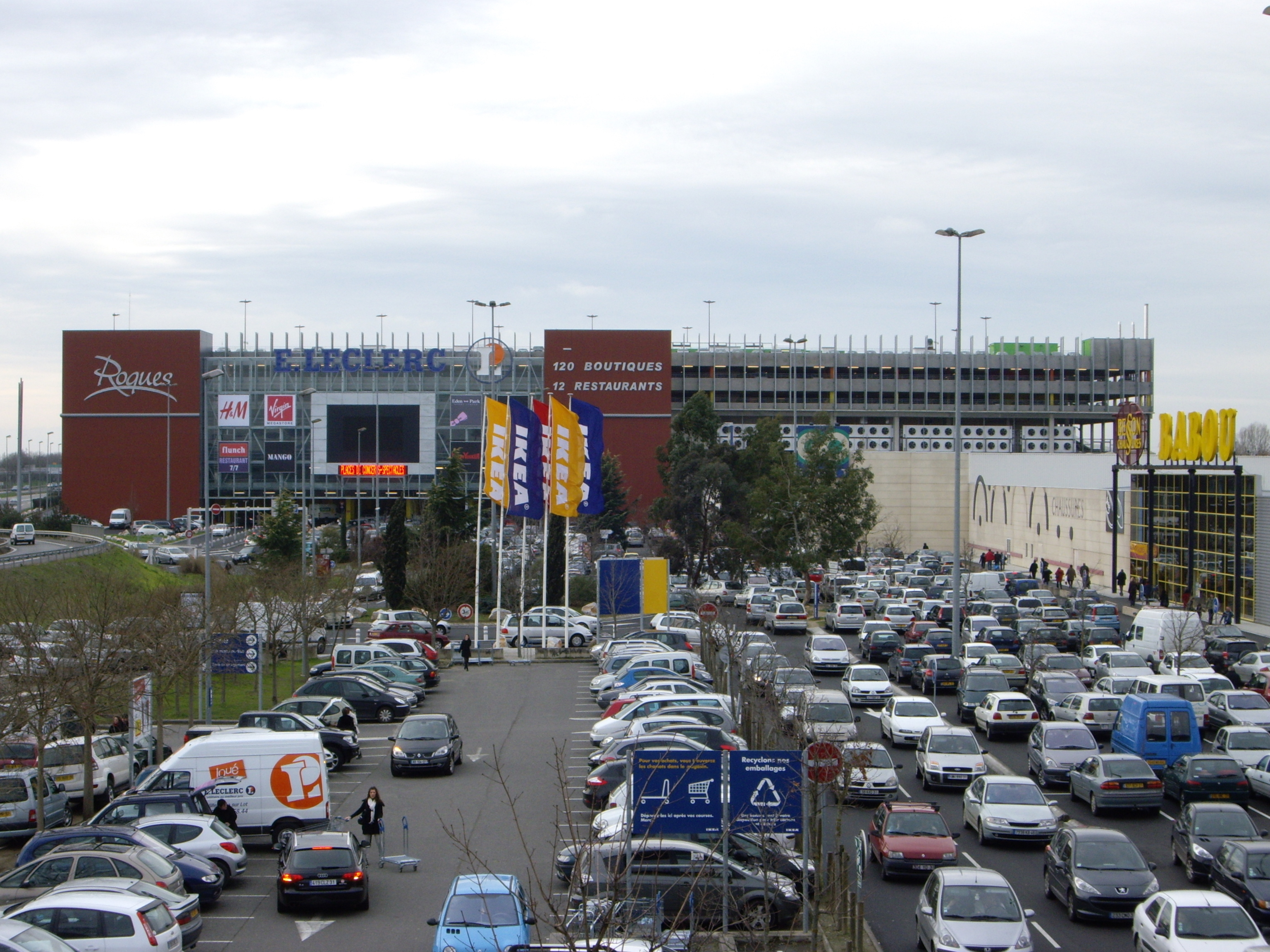
Centre commercial de Roques (banlieue de Toulouse).

### Critiques
Le modèle du centre commercial est introduit en France à la fin des années 1960, une époque où la critique sociale et urbaine est très influente au ministère de l'Équipement. Plusieurs équipes pluridisciplinaires esquissent une critique du mall américain en proposant le modèle du centre polyvalent qui conjugue services publics, commerces et espaces publics. Ils s'inspirent du concept de l'équipement intégré ou des expériences de l'agora de Dronten, et des forums modernes. Ce type de centre polyvalent est réalisé, avec plus ou moins de succès, à La Villeneuve de Grenoble (Grand'Place) ou des villes nouvelles comme à Évry.
Dans Sic Transit- la socialité itinérante des centres commerciaux, Samuel Mateus[Qui ?] identifie les flux de circulation contemporains des centres commerciaux comme étant l’expression d’une certaine socialité. « Bien loin d’être un phénomène propre d’une foule amorphe ou un simple procédé de déplacements individuels, ces marches montrent un besoin de grégarité assumant une forme nomade ou itinérante ».
La dimension esthétique des modifications spatiales et paysagères accompagnant les centres commerciaux subit également des critiques. Les zones industrielles sont traversées par des routes, dotées de larges parkings et organisées de façon à garantir l'accessibilité aux points de vente. Ce gain en fonctionnalité s'est fait au sacrifice de considérations paysagères et esthétiques, si bien que les zones commerciales souffrent aujourd'hui d'un rejet de l'opinion publique. L'accumulation de panneaux et la présence de ronds-points sont devenues les emblèmes de la représentation dépréciée des entrées de ville, que la littérature grise, voire scientifique, a commencé à qualifier de « laid » ou de « moche »,.

## Tendances récentes

### Course au gigantisme
Le plus grand centre commercial d'Amérique du Nord est le West Edmonton Mall, qui se trouve à Edmonton, au Canada, alors que le plus grand des États-Unis est le Mall of America à Bloomington (Minnesota).
L'un des plus grands centres commerciaux du monde à un endroit discret est l'agglomération de deux centres commerciaux : le Plaza at King of Prussia et le Court at King of Prussia dans la banlieue de Philadelphie. Jusqu'en novembre 2008, le plus grand centre commercial du monde était, depuis son ouverture en 2004, le South China Mall avec 660 000 m2 et 1 500 boutiques, suivi du Golden Ressources Center de Pékin avec 560 000 m2 et 1 000 boutiques ouvert en 2004. L’ouverture du Dubai Mall, en novembre 2008, lui a ravi la première place. Le Dubai Mall, situé à l'intérieur de Dubaïland à Dubaï, compte 800 000 mètres carrés de surface commerciale et 1 200 boutiques.
Le plus grand centre commercial français est l'ensemble formé par le CNIT et Les Quatre Temps à La Défense dans les Hauts-de-Seine qui, dispose d'une superficie de près de 170 000 m2, 139 400 m2 pour Les Quatre Temps et 30 000 m2 pour le CNIT. Vient ensuite celui de Belle Épine à Thiais dans le Val-de-Marne avec 140 900 m2.
À noter encore parmi les plus grands centres d'Europe : Cevahir en Turquie, à Istanbul (420 000 m2) ; Avia Park en Russie, à Moscou (230 000 m2) ; Bluewater en Angleterre, dans la grande banlieue de Londres (154 000 m2) ; MetroCentre en Angleterre, à Gateshead, dans la banlieue de Newcastle-upon-Tyne (194 100 m2) ; La Maquinista aux alentours de Barcelone en Catalogne (250 000 m2) ; Parque Sur, près de Madrid en Espagne (150 000 m2) ; La Part-Dieu à Lyon en France (134 000 m2) ; et Centro Comercial Colombo à Lisbonne au Portugal (120 000 m2).
Le plus grand mall d'Afrique, 5e plus grand du monde, est le Morocco Mall, à Casablanca, 250 000 m2. On y note le premier Burger King du Maroc. Il inclut un cinéma 3D, Adventure land, la troisième plus grande fontaine du monde, un aquarium…

### Nouvelles formes
Aujourd'hui, de nombreux lieux naguère voués à une seule fonction (transports, culture, etc.) tendent à se rapprocher du modèle des centres commerciaux.
Dans les centres, les grands nœuds de communications sont progressivement dotés de vastes surfaces commerciales et ludiques. Ils ne se contentent plus de proposer une offre marchande adaptée aux voyageurs (restauration, presse, services de distribution d’argent…) mais se transforment en véritables centres commerciaux : après le Forum des Halles, centre commercial construit dans les années 1980 en relation avec la gare RER de Châtelet-Les Halles, toutes les grandes gares sont désormais concernées à Paris (comme la Gare de l'Est et la Gare du Nord récemment réhabilitées), à Berlin (Berlin Hauptbahnhof, à Londres (gare de Londres-Waterloo) ou encore à Zurich (Gare centrale de Zurich). Elles constituent désormais bien plus que de simples lieux fréquentés par contrainte, puisque l’on peut aussi s’y promener et y faire les magasins.
Enfin, plus récemment, sont aussi concernés les lieux culturels : la construction du « Grand Louvre » dans les années 1990 ménage ainsi de vastes surfaces commerciales (Carrousel du Louvre), où l’on trouve de nombreuses boutiques et une aire de restauration à l’américaine fréquentés par les visiteurs du musée.
D'anciens entrepôts, casernes, usines sont reconvertis en centres commerciaux. On peut citer l'exemple des Docks Vauban au Havre, de Docks 76 à Rouen, de Quai des Marques à Bordeaux et Romans-sur-Isère ou encore de la Caserne de Bonne à Grenoble.
Face à l’explosion des achats en ligne, les centres commerciaux se désengorgent et doivent chercher de nouvelles solutions pour générer du trafic. Unibail-Rodamco, géant européen de l’immobilier commercial, a modernisé son approche du centre commercial pour favoriser les échanges avec les marques. En novembre 2012, Unibail a ouvert So Ouest, un centre commercial qui allie une architecture élaborée avec un accueil travaillé et un choix d’enseignes variées.
Cette évolution des centres commerciaux tend également à « recréer la ville en dehors de la ville » (Olivier Razemon). Les stratégies des promoteurs immobiliers de la grande distribution est aujourd'hui de recréer des espaces d'échange et de promenade, reprenant les fonctions première du centre-ville. Les centres commerciaux deviennent de véritables « villages » en en reproduisant les codes architecturaux : petites maisons, espaces piétonnisés à l'air libre, espaces verts aménagés (Bercy Village à Paris, The Village à Villefontaine, le Parc des Moulins à Soissons). Cette stratégie met à mal les centres-villes à proximité de ces espaces, qui souffrent de la rude concurrence qui leur est faite. La désertification des centres-villes se traduit aujourd'hui dans le paysage urbain par une prépondérance des vitrines vides, rideaux de fer baissés et rues peu fréquentées. Les villes en déclin en souffrent le plus : les centres-villes de Béziers, Soissons, Agen ou encore Avignon sont directement concurrencés par la grande distribution et les services offerts en périphérie.